# Raibliania
Raibliania calligarisi era una specie di archosauromorfo tanystropheide scoperta nella Formazione Calcare del Predil in Italia (Friuli Venezia-Giulia). Visse durante il Triassico superiore (Carnico) ed era imparentato con Tanystropheus. Il nome generico deriva da Raibl, nome austriaco di Cave del Predil (paese vicino al quale è stato rinvenuto il fossile), mentre quello specifico omaggia Claudio Calligaris, che rinvenne l'esemplare. L'olotipo (MFSN 27532) consiste di uno scheletro articolato che comprende un dente, una vertebra cervicale incompleta, una serie di 6 vertebre dorsali, due lombari, due sacrali e una o due vertebre caudali, alcune costole dorsali, diversi gastralia, un ilio sinistro completo, due pubi parziali, un ischio incompleto, una porzione dell'altro ischio e una parte del femore sinistro.